# Frank S. Cahill
Pour l’article homonyme, voir Cahill.
Frank S. Cahill, né le 27 janvier 1876 à L'Île-du-Grand-Calumet et mort le 17 avril 1934 à Campbell's Bay, est un commis, courtier, courtier immobilier et homme politique fédéral canadien, du Québec.

## Biographie
Né à L'Île-de-Calumet dans la région des Outaouais, M. Cahill étudia à Campbell's Bay au Québec. Il devint ensuite commis postal à Sault Ste. Marie dans le Michigan. Il déménagea ensuite en Saskatchewan où il devint courtier immobilier à Saskatoon. En 1909, il ouvrit un bureau d'agent immobilier à Ottawa.
Élu député des Libéraux de Laurier dans la circonscription fédérale de Pontiac en 1917, il fut précédemment défait en 1911. Réélu pour le Parti libéral du Canada en 1921, 1925 et en 1926, il est défait en 1930 par le conservateur Charles Bélec.
Il est mort à Campbell's Bay dans la région de l'Outaouais à l'âge de 58 ans.